# ناوشکن کلاس تیلا
دیسترویر کلاس تیلا (به انگلیسی: Thyella-class destroyer) یک کلاس از کشتی است که طول آن 67.1 m می‌باشد.